# FXS
FXS (Foreign eXchange Subscriber)
– Interfaz usada para conectar un teléfono o un Fax analógico

– Provee Tono de marcar, energía, voltaje de timbre

– Hecha con conectores RJ-11

FXS (sigla de Foreign Exchange Station) es el conector en una central telefónica o en la pared de nuestro hogar, que permite conectar un teléfono analógico normal.
Hay unas tarjetas que sirven para conectar teléfonos analógicos normales a un ordenador y, mediante un software especial, realizar y recibir llamadas hacia el exterior o hacia otras interfaces FXS. Las tarjetas para conectar un ordenador a la Red Telefónica Conmutada son las FXO.
En otras palabras, es la línea "viva", o con voltaje que permite alimentar nuestros equipos telefónicos. Es la línea que envía el "ring".
- Datos: Q957819